# Eduard Gener
Eduard Gener (Eduard Corominas Gener) (Solsona, 1985) és un cantant, pianista i productor musical solsoní Havent format part de diversos grups prèviament, com els Despertadors Atòmics, etc, va començar la seva carrera en solitari, orientant-se cap a la música soul en llengua catalana, un cas força únic.
Va començar la seva carrera com a solista l'any 2015, publicant el disc Les Avingudes. Ha publicat 4 àlbums més, sent el cinquè treball el disc Swing de comarques (2022), on considera que fa un homenatge al músic autodidacte de poble.

## Discografia

### En solitari
| data | títol                        | segell           | premis i reconeixements |
| ---- | ---------------------------- | ---------------- | ----------------------- |
| 2015 | Les avingudes                | RGB Suports      |                         |
| 2017 | Diumenge                     | RGB Suports      |                         |
| 2019 | Vitamina D                   | RGB Suports      |                         |
| 2021 | Enyoro el teu amor tant dolç | Casafont Records |                         |
| 2022 | Swing de comarques           | Jezz             |                         |